# Main Street, U.S.A.
Main Street, U.S.A. es la primera área temática apreciada en los parques de The Walt Disney Company que se encuentran funcionando en todo el mundo.
Main Street, U.S.A. normalmente posee una estación de ferrocarril en su entrada. En Disneyland Park (Anaheim, California), Disneyland Park (Paris) y Hong Kong Disneyland, el Castillo de la Bella Durmiente se encuentra más allá del final de la calle. En cambio, en Magic Kingdom y Tokyo Disneyland, el Castillo de la Cenicienta la corta.

## Versiones

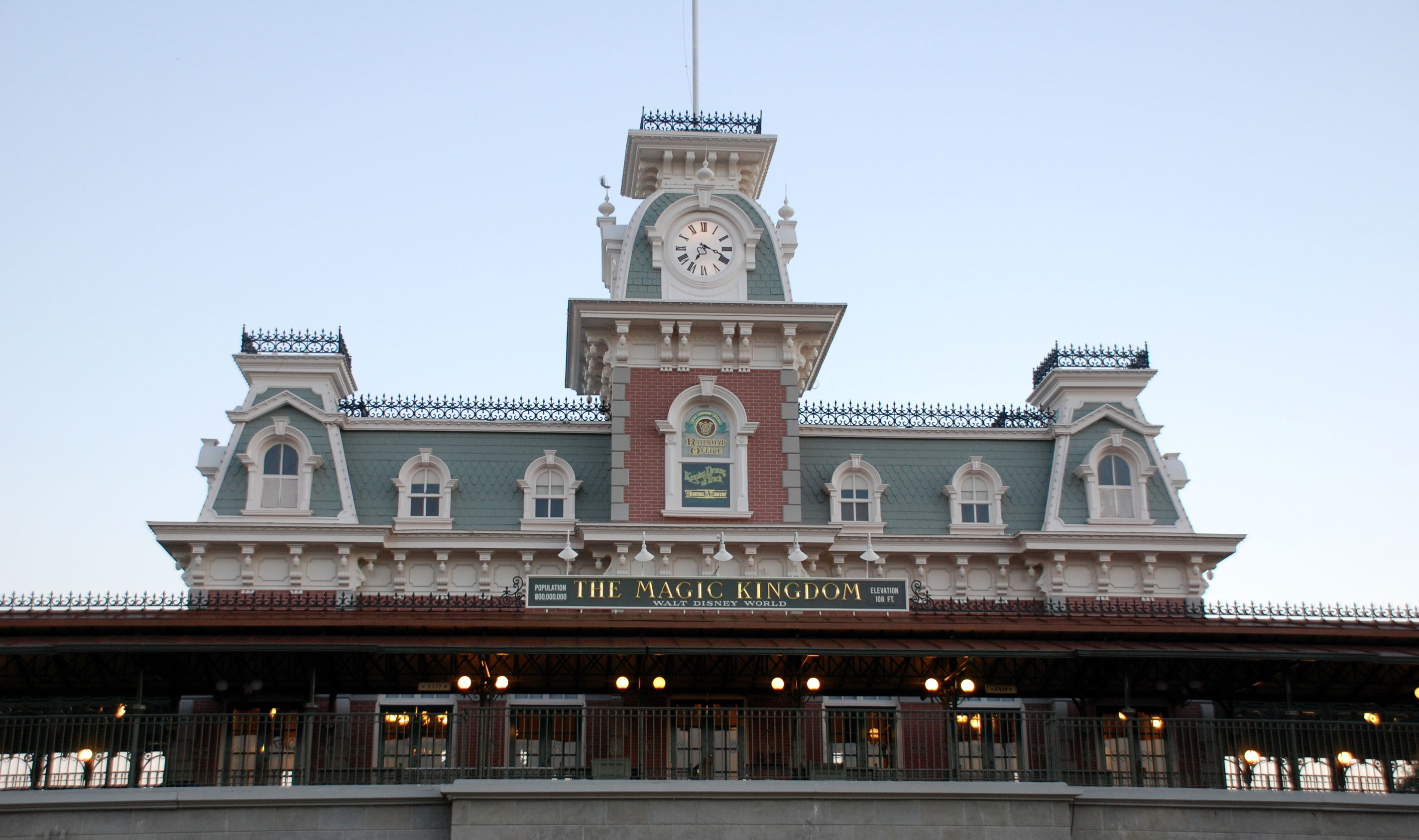
La estación del Disneyland Railroad, en el ingreso a Magic Kingdom.

### Disneyland Park
Inspirada en la ciudad natal de Walt Disney: Marceline (Misuri). Main Street, está basada en la representación de una ciudad de los Estados Unidos a principios de siglo XX. Según Harper Goff, que trabajó en Main Street, le mostró a Walt algunas fotos de su ciudad natal Fort Collins, CO. Walt tomo en cuenta la fotografía y agregó muchos aspectos de esta a Main Street. 
Walt Disney dijo, "todos aquellos que visiten Main Street, comenzarán a recordar memorables tiempos. Y para los más jóvenes podrán disfrutar de un paseo por la memoria y los lugares por los que pasaron sus padres y abuelos más jóvenes." Sobre el puesto de departamento de bomberos de Disneyland se encontraba la oficina de Walt Disney, completamente equipada pero fuera de las miradas de los visitantes. Se mantiene una vela en la ventana como memoria al creador del parque.

#### Atracciones
- Disneyland Railroad
- Main Street Cinema
- Fire Engine
- Horse-Drawn Streetcars
- Horseless Carriage
- Omnibus
- Disneyland: The First 50 Magical Years

#### Gastronomía
- Blue Ribbon Bakery
- Carnation Café
- Gibson Girl Ice Cream Parlor
- Main Street Cone Shop
- Plaza Inn
- Refreshment Corner

#### Tiendas
- Emporium
- Candy Palace
- China Closet
- Disneyana
- Penny Arcade
- Newsstand
- Disney Showcase
- Main Street Pin Shop
- Main Street Magic Shop
- New Century Jewelry
- 20th Century Music Company

### Magic Kingdom

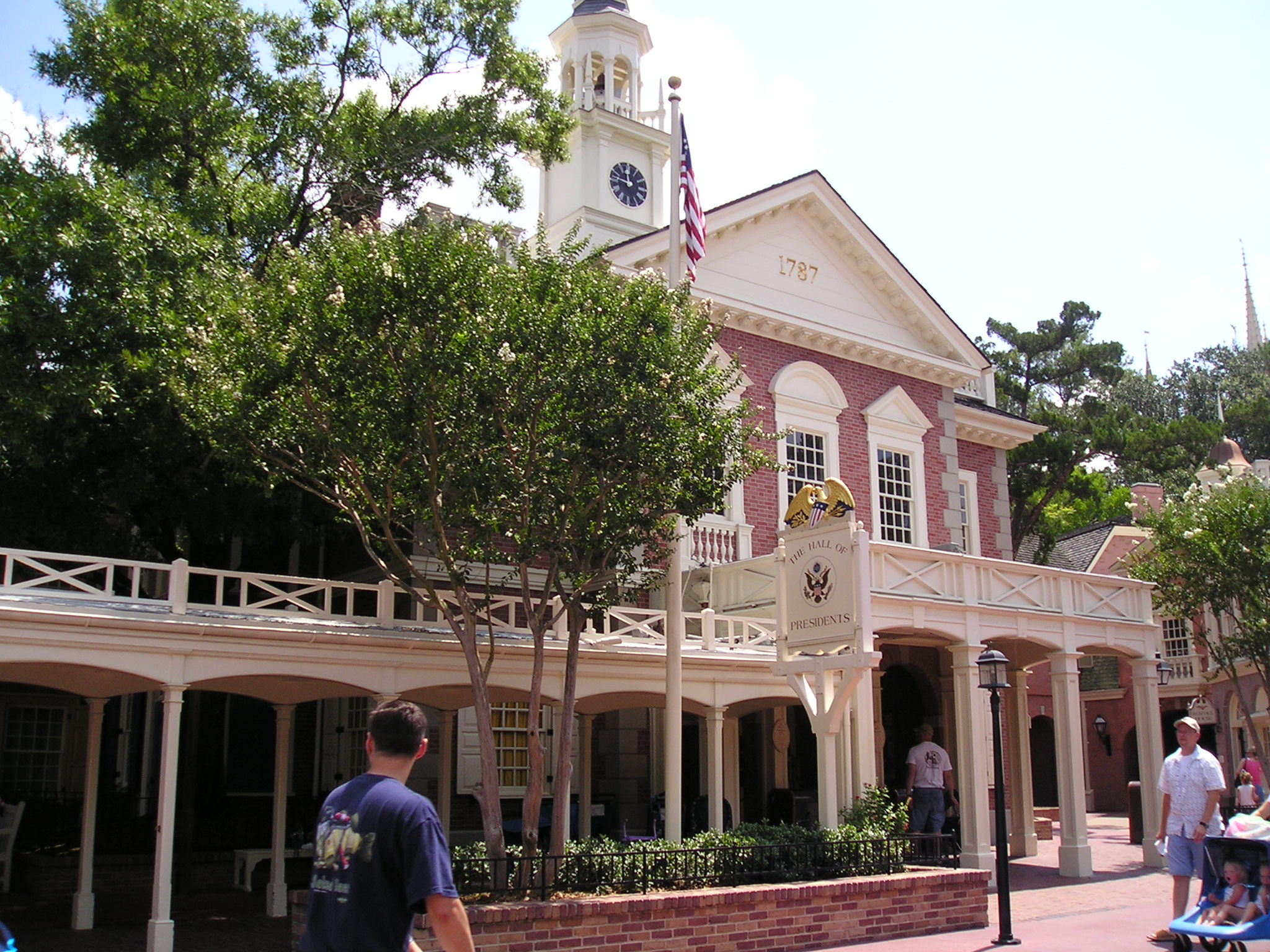
Hall of Presidents en Magic Kingdom

En vez de ser una reproducción de una pequeña ciudad estadounidense medio emparentada con el antiguo oeste, Main Street en Walt Disney World Resort ofrece ciertas características de las ciudades del país actual, tales como Nueva Inglaterra y Misuri. En esta área se encuentran muchos ejemplos de cuatro "esquinas" en las cuales cada edificio de estas representa un estilo arquitectónico distinto. En esta área está ausente la ópera visible en Disneyland Park, en su lugar hay una gran exposición.
Main Street es la calle central en la que se ubican los locales de compras, gastronómicos, etc. La decoración proviene de la ciudad en la que Walt Disney creció y también se basa en la que muestra en La Dama y el Vagabundo. El área también contiene los edificios en lo que los empleados dan indicaciones en información sobre el parque y una peluquería de exclusivo uso de los visitantes. Emporium, posee una alta gama de productos y recuerdos de Disney, como peluches, sombreros y otros. Tony’s Town y Plaza restaurant, son restaurantes de etiqueta colocados al final de Main Street cerca de la plaza central. Casey's Corner es un local de fast-food estadounidense colocado al final de Main Street.
Más allá del final de Main Street U.S.A se ubica Cinderella Castle (El Castillo de la Cenicienta). Aunque solamente posee 57,6 m de altura, se vale de una técnica llamada perspectiva forzada. La mayoría de los edificios de Main Street, son de un tamaño principal, los del segundo plano son más pequeños que los del primero, y los del tercero más aún que los del segundo. Las ventanas superiores del castillo son mucho más pequeñas de lo que aparecen. El efecto visual consiste en que los edificios parezcan más grandes y altos de lo que realmente son.
Además de "Partners Statue" en la que están esculpidos Walt Disney y Mickey Mouse delante de Cinderella Castle, También se aprecia "Sharing the Magic Statue" con Roy O. Disney y Minnie Mouse sentados, la estatua se ubica cerca de la entrada. Rodeando "Partners Statue" en la plaza central se pasean varios personajes de Disney. Algunos de éstos incluyen; Minnie, Donald, Pluto, etc.

### Disneyland Park (Paris)

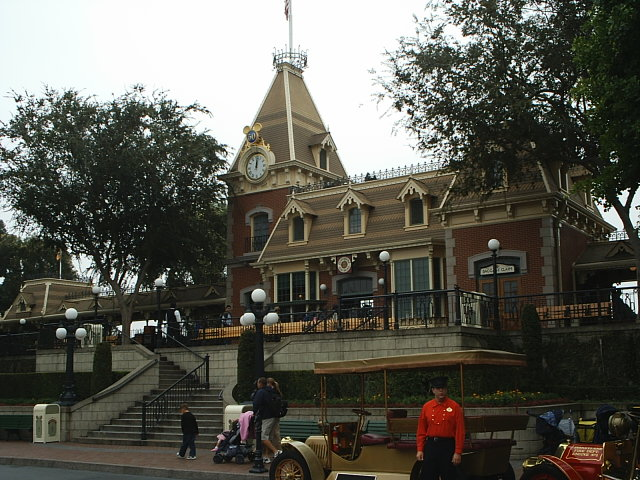
Ingreso a Main Street, U.S.A de Disneyland.

Esta Main Street es ligeramente diferente a las demás; la decoración se basa más en la época de los años 20 que los 30, aunque los edificios son casi idénticos a los creados en Florida, esta área posee más influencia de parte de los deportes como el béisbol representado por un restaurante denominado Casey´s Corner, y los vehículos de motor y a tracción de sangre. En vez de vehículos de motor y a tracción de sangre, varios de los planes originales, hablaban de la creación de tranvías para dirigirse más a los años 20, pero fueron eliminados. También, debido al clima riguroso y frío de París, Imagineers se comprometió en colocar varias columnas en el centro de la vía par sostener un techo. Se le dieron nombre a varias de las arcadas, ejemplos de estas son "Discovery Arcade" colocada cerca de Discoveryland y "Liberty Arcade" cerca e Frontierland. Estas proporcionan entradas a todas las tiendas de la calle y al mismo tiempo resguardan del clima. También proporcionan veredas anchas en casos en los que la calle principal están demasiado llenas como en los desfiles y los shows: Fantasy in the Stars.

### Hong Kong Disneyland
La versión de Hong Kong, es similar a la presentada en Disneyland. Esta calle posee un diseño de ladrillos rojos.

### Tokyo Disneyland

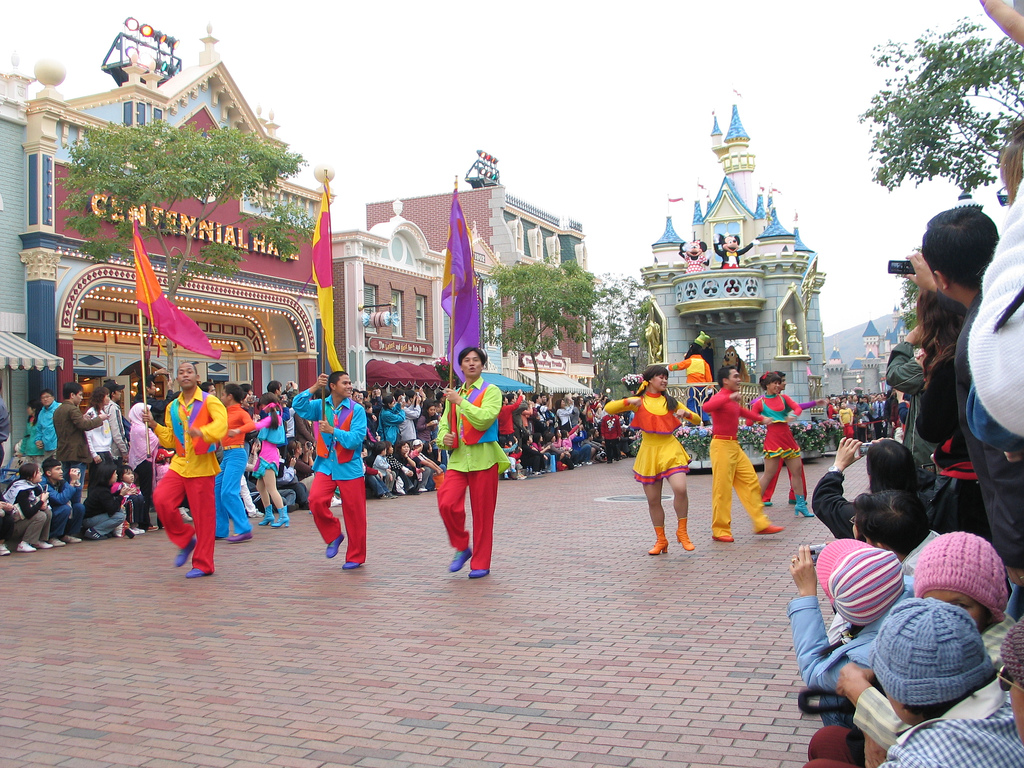
Disney in Parade, un desfile en Main Street, U.S.A de Hong Kong Disneyland.

Bazaar World es la alternativa en nombre a Main Street. Está cubierto por una azotea de cristal de clase Victoriana, que es muy útil en los días de invierno. Diferente a otros, Bazaar World ofrece en varios negocios, desayunos estadounidenses clásicos de los años 50'. También funciona una calle secundaria, que se cruza con la principal y termina en cada extremo en Adventureland y Tommorrowland. También esta es la única "Main Street U.S.A" que no posee una estación de trenes.

## Curiosidades

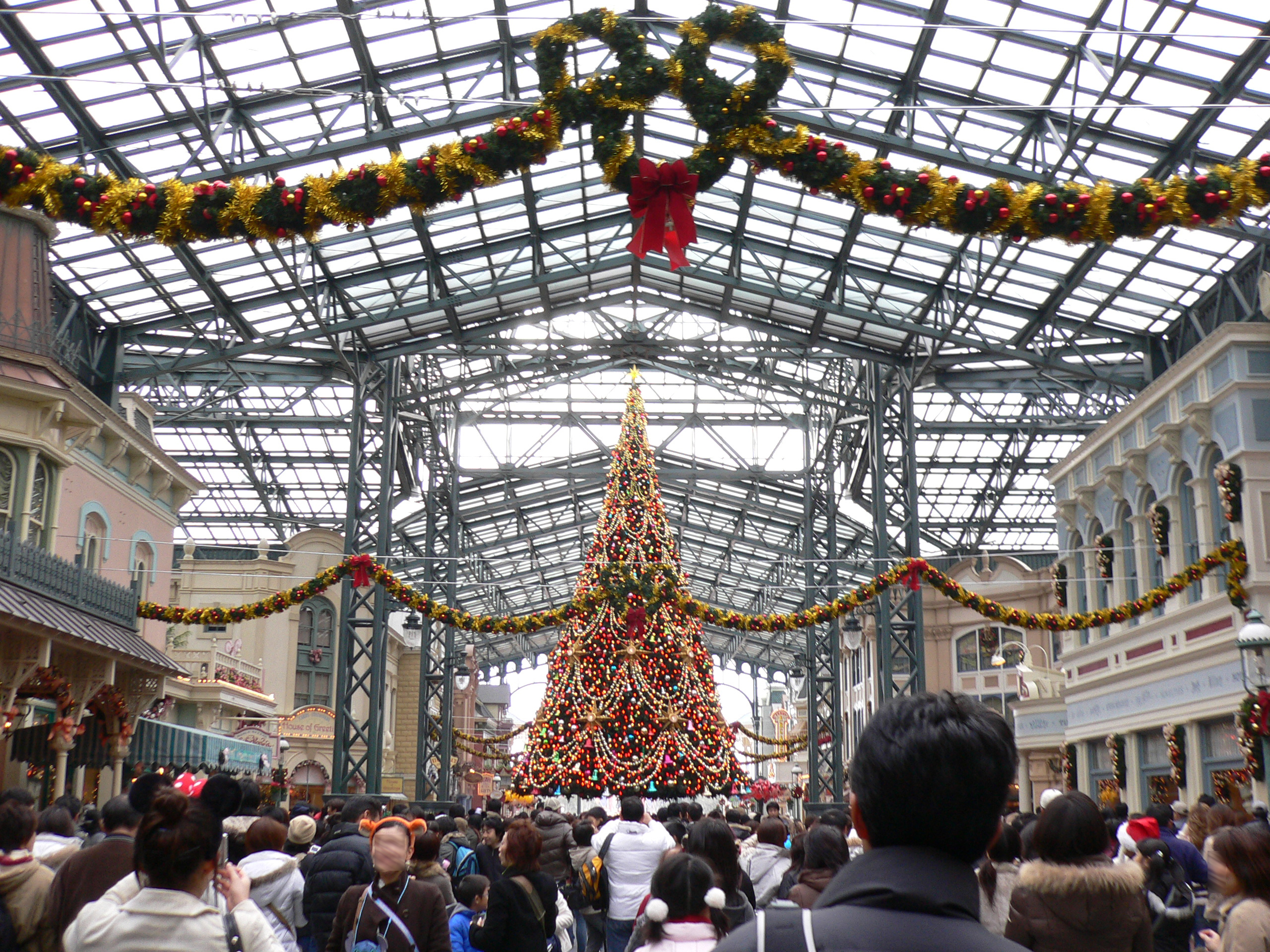
Bazaar World en Tokyo Disneyland

- Cada Main Street, U.S.A. ofrece áreas de la calle para carretas de transporte, excepto en Tokio Disneyland y Hong Kong Disneyland.
- Las tiendas se ubican de forma que favorece a la gente que tiende a caminar de sur a norte por la calle: desde la estación hasta la plaza o el castillo (esto se presenta más en los visitantes que ingresan en el parque) están las tiendas que venden cámaras fotográficas, rollos, sombreros y otros artículos que probablemente son adquiridos por alguien que comienza su día en el parque, esto es al principio de la calle; a lo largo de la calle están las tiendas que venden juguetes, recuerdos y otros artículos que probablemente serían adquiridos antes de salir.
- Main Street U.S.A. se basa en una ciudad colocada en avenida, por lo que la oficina de turismo se encuentra allí.
- Los nombres impresos en las puertas, en las ventanas o como nombres de los negocios, son tributos a grandes creadores, imagineers y otros, que contribuyeron de cierta manera a la creación de Disneyland Park. Aparecen a veces negocios ficticios (gimnasios, clínicas, consultorios odontológicos y similares) que tienen mucho que ver con los intereses de los visitantes.
- En las ventanas de varias tiendas falsas, por ejemplo en el 50.º aniversario de Disneyland, aparecieron los precios de cámaras digitales y los nombres de empleados y creadores del parque.

- Wikimedia Commons alberga una categoría multimedia sobre Main Street, U.S.A..

- Datos: Q2088399
- Multimedia: Main Street, U.S.A. / Q2088399